# If Not Now
If Not Now is de elfde aflevering van het twaalfde seizoen van de televisieserie ER, die voor het eerst werd uitgezonden op 5 januari 2006.

## Verhaal
Dr. Lockhart en dr. Kovac twijfelen erover of zij hun ongeplande baby moeten houden. Dr. Lockhart besluit uiteindelijk de baby te houden, ondanks het risico dat de baby net als haar moeder en broer een bipolaire stoornis zal hebben.
Dr. Rasgotra en dr. Kovac behandelen een zwangere vijftienjarige en leggen haar een aantal opties voor: abortus, adoptie of houden. Uit geloofsovertuiging wil zij geen abortus maar de baby houden. Dr. Rasgotra en dr. Kovac krijgen een meningsverschil over de behandeling, dr. Rasgotra beschuldigt haar collega ervan dat hij zijn katholiek geloof mee laat spelen in zijn behandeling. Dr. Kovac vertelt dan aan de patiënte dat hij haar een medicijn kan geven dat de zwangerschap stopt en het laat lijken op een miskraam. Zij besluit om dit te nemen.
Dr. Clemente krijgt bezoek van twee rechercheurs. Zij vertellen hem dat Jodie, zijn ex-vriendin, vermist wordt en of hij hier meer van afweet. Hij wordt boos op hen en vertelt hem dat zij waarschijnlijk gevlucht is voor haar gewelddadige partner, een politieagent.
Dr. Weaver maakt een pijnlijke val en bezeert haar heup. Zij beseft dat zij een operatie nodig heeft.
Dr. Barnett krijgt kans op een platencontract. Het enige probleem is dat hij een maand vrij moet hebben van zijn werk. Hij vraagt dit aan dr. Weaver en krijgt nul op rekest, waarop hij besluit ontslag te nemen.

## Rolverdeling

### Hoofdrollen
- Goran Višnjić - Dr. Luka Kovac
- Maura Tierney - Dr. Abby Lockhart
- Mekhi Phifer - Dr. Gregory Pratt
- Parminder Nagra - Dr. Neela Rasgrota
- Shane West - Dr. Ray Barnett
- Scott Grimes -  Dr. Archie Morris
- Laura Innes - Dr. Kerry Weaver
- John Leguizamo - Dr. Victor Clemente
- Dahlia Salem - Dr. Jessica Albright
- Amy Aquino - Dr. Janet Coburn
- Deezer D - verpleger Malik McGrath
- Laura Cerón - verpleegster Chuny Marquez
- Demetrius Navarro - ambulancemedewerker Morales
- Louie Liberti - ambulancemedewerker Bardelli
- China Shavers - Olivia Evans
- Troy Evans - Frank Martin

### Gastrollen (selectie)
- Saige Thompson - Amanda Ramsey
- Kim Gillingham - Mrs. Ramsey
- John Posey - Mr. Ramsey
- Misha Collins - Bret
- Callie Thorne - Jodie Kenyon
- Jo Anderson - Mrs. Cunningham
- Robert Blanche - rechercheur Milne
- David Patrick Green - rechercheur Greider